# Décembre 1823
Cette page présente les faits marquants du mois de décembre 1823.

## Événements
- 2 décembre : Le président James Monroe, énonce devant le Congrès des États-Unis la politique nouvelle des États-Unis en Amérique, appelée depuis 1854 la « doctrine Monroe ». Elle considère l’Amérique latine comme une sphère d’influence des États-Unis et prône la non-intervention des puissances européennes dans les affaires du continent, leur opposition à la colonisation européenne et à toute tentative de déstabilisation dans l'hémisphère occidental.

- 11 décembre : les Ottomans lèvent le deuxième siège de Missolonghi.

## Naissances
- 7 décembre : Leopold Kronecker († 1891), mathématicien allemand.
- 12 décembre : Joseph Bardou († 1884), un industriel français ;
- 21 décembre :
  - Jean-Henri Fabre († 1915), naturaliste français.
  - Alexandre-Adolphe Martin-Delestre († 1858), peintre français.

## Décès
- 3 décembre : Giovanni Battista Belzoni (né en 1778), explorateur italien.
- 26 décembre : Antoine Graincourt, peintre et miniaturiste français (° 17 mars 1748).